# Andronîkî, Koriukivka
Andronîkî (în ucraineană Андроники) este un sat în comuna Naumivka din raionul Koriukivka, regiunea Cernihiv, Ucraina.

## Demografie
Componența lingvistică a localității Andronîkî
     Ucraineană (100%)
Conform recensământului din 2001, toată populația localității Andronîkî era vorbitoare de ucraineană (100%).